# ران دنیس
ران دنیس (انگلیسی: Ron Dennis؛ زادهٔ ۱ ژوئن ۱۹۴۷) کارآفرین اهل بریتانیا است.